# Фёдор Павлович Карамазов
Фёдор Па́влович Карама́зов — старый помещик, один из главных героев романа Фёдора Михайловича Достоевского «Братья Карамазовы», глава семьи Карамазовых и отец Дмитрия, Ивана и Алексея Карамазовых.

## В романе
Фёдор Павлович Карамазов в молодости был бедным помещиком, которому удалось выгодно жениться. Он сразу же забрал все деньги жены, а также пытался отобрать её деревню. В итоге жена сбежала от него, оставив сына Дмитрия, о котором Карамазов сразу же забыл. Спустя несколько лет Фёдор Павлович женился повторно на молодой девушке, которую тоже не любил. Вторая жена умерла, оставив ему двух сыновей — Ивана и Алексея. В их воспитании Карамазов также не принял участия.
К тому времени, как старшему сыну исполнилось двадцать восемь лет, Карамазов уже стал достаточно богатым помещиком. Однако он не хочет отдавать Дмитрию наследство его умершей матери, из-за чего между отцом и сыном возникает конфликт. Одновременно с этим оба влюблены в одну и ту же девушку — Грушеньку, что усиливает соперничество. В итоге Фёдора Карамазова находят с проломленной головой, и всё указывает на то, что это Дмитрий убил отца.

### Первая жена
Первая жена Фёдора Карамазова — Аделаида Ивановна — была «дама горячая, смелая, смуглая». По мнению Дмитрия Лихачёва, подобное сочетание разнохарактерных эпитетов «стимулирует читательские размышления». Лихачёв отметил, что внешний признак «смуглая» часто соответствует горячим и темпераментным людям, возможно, из-за ассоциации с южным темпераментом. У Достоевского и сам Карамазов некоторое время жил на юге, что по мнению Лихачёва, тоже неслучайно.

## Внешность
Кэнноскэ Накамура считает, что описание Фёдора Карамазова, «неуловимых и тонких изменений настроений и эмоций», удалось Достоевскому лучше прочих персонажей романа. «Физиономия его представляла к тому времени что-то резко свидетельствовавшее о характеристике и сущности всей прожитой им жизни». Лицо у Карамазова было «маленьким, но жирненьким», с множеством глубоких морщинок и острым подбородком. Под маленькими, «вечно наглыми, подозрительными и насмешливыми» глазами образовались «длинные и мясистые мешочки». Длинный рот с пухлыми губами и маленькими обломками чёрных зубов выглядел плотоядно. Нос был «не очень большой, но очень тонкий, с сильно выдающеюся горбиной». Кроме того, под подбородком выделялся большой, мясистый и продолговатый кадык. Всё это придавало Карамазову «какой-то отвратительно сладострастный вид». Тем не менее, несмотря на шутки по поводу собственного лица, Фёдор Павлович, «кажется, оставался им доволен», отмечая, что благодаря носу и кадыку его лицо — «настоящая физиономия римского патриция времен упадка».
Тема нравственного и эстетического безобразия персонажа выражается в описании Дмитрия Карамазова: «… мне не нравилась его наружность, что-то бесчестное, похвальба и попирание всякой святыни, насмешка и безверие, гадко, гадко».

## Характеристика
Внутренний мир Фёдора Павловича раскрыт многосторонне, начиная с начальных сцен. «Не злой Вы человек, а исковерканный», — говорит Алёша, выражая мысль Достоевского, что видимое зло не всегда является показателем полной гибели личности. Однако, в целом, персонаж выступает как воплощение принципа распада, являясь источником того «взрыва», которым движется трагедия в романе.
Исследователь русской литературы и культуры Кэнноскэ Накамура, многие годы занимавшийся изучением творчества Достоевского, охарактеризовал Фёдора Карамазова, как «человека сластолюбивого, хитрого и испорченного». Образ Фёдора Карамазова лишён какого-либо целенаправленного поведения, ввиду отсутствия как веры, так и идеалов. Он не боится показаться глупым, а отсутствие морали делает его неразборчивым в средствах обеспечения своего финансового положения. У Карамазова нет рефлексии из-за неразличения добра и зла, правды и лжи. По мнению критика, весь персонаж состоит только из «внешней стороны», за которой нет никакой оборотной. Также ему незнакомы чувства стыда и ответственности, высмеиваемые им в других людях. Все люди для него чужие, даже дети, и Карамазов не сожалеет о собственном жестокосердии.
В то же время, Фёдор Павлович в достаточной мере обладает хитростью и эгоизмом, чтобы обеспечить себя «обожаемыми» им деньгами и женщинами. Он всегда «говорит то, что нужно говорить в данный момент». «Отвратительная проницательность» Карамазова позволяет ему точно знать чувства окружающих людей и верно их оценивать. У него нет какого-либо комплекса превосходства, поэтому ему чужды зависть и враждебность. Для достижения своих целей он бы не пошёл на убийство. Кэнноскэ Накамура также отметил, что Фёдор Карамазов представляет собой практического человека. Он активно участвует в окружающей его жизни с целью удовлетворения собственных желаний.
Тем не менее, Накамура считает, что даже такой человек, для которого «нет ничего святого», у Достоевского может влюбиться, причём его страсть в силу возраста выглядит подлинной. Людские пересуды и вынужденное соперничество с собственным сыном не мешают ему всеми силами добиваться любви Грушеньки. Несмотря на способность тонко оценивать людей, Фёдор Карамазов не может понять, что «они с Дмитрием — совершенно разные люди». Он опасается Дмитрия. В то же время, по мнению Накамура, оба персонажа ощущают похожесть, объясняющуюся «почвенной силой», заключенной в них. Обоим не требуются логические соображения для понимания, что такое «женщина».
По мнению критика, персонаж, подобный Фёдору Карамазову, не должен ничего бояться, однако, исследователь отмечает, что тот «всё-таки тайно боится смерти». В частности, больше всего боится смерти от своего сына Дмитрия. Этот страх заметен в сцене из главы «За коньячком», где Фёдор Павлович выпытывает у Ивана, существует ли бессмертие. Этот вопрос в значительной степени волновал как самого Достоевского, так и религиозно-мистических русских людей конца девятнадцатого века. Высказанный таким «отъявленным реалистом», как Фёдор Карамазов, этот вопрос приобретает дополнительную убедительность, «заставляя читателя сопереживать».

### Вынесение приговора
По мнению американского слависта и президента Северо-Американского общества Достоевского Роберта Джексона, в судьбе Фёдора Карамазова центральное место занимают главы «За коньячком» и «Сладострастники», в первой из которых выражается тема преступления, а во второй — наказания. Своими поступками Фёдор Карамазов сам творит свою судьбу, неуклонно двигаясь к наказанию. В какой-то момент он преступает все границы, что очень точно подмечает Достоевский, несмотря на то, что это весьма «трудноуловимый диалектический момент в судьбе человека». Джексон отмечает, что нравственное безобразие персонажа отражено в его непрекращающемся пьянстве. Тема профанации Фёдора Павловича особенно сильно проявляется в монастыре, продолжаясь в главе «Скандал», где он «… уж сдержать себя не мог и полетел как с горы».
По мнению Джексона, Фёдор Павлович окончательно «раскрывает себя» в главе «За коньячком». Как всегда, персонаж не может остановиться и «марает всё, к чему ни прикасается»: русских крестьян, Россию, женщин. Таким образом, постепенно нарастает напряжение в главе. Джексон отмечает ключевой вопрос: «есть бог или нет», от которого зависит судьба персонажа. В этом вопросе Фёдор Павлович пытается понять, имеет ли мироздание смысл и нравственные законы, или всё позволено. И именно отрицательный ответ Ивана Карамазова, по мнению Джексона, «оказывается роковым» для Фёдора Павловича. После этого персонаж продолжает осквернять понятие женщины, воплощение святости для Достоевского, добравшись и до богородицы. По мнению Джексона, эта речь стала кульминационным моментом его надругательства над духовными идеалами и ценностями. Произнесённая в присутствии Ивана, она направила его нравственно-философские споры «в роковое русло», поднимая «волну нигилизма» в его душе из-за отвращения к Фёдору Павловичу и побуждая остаться сторонним наблюдателем в его конфликте с Дмитрием.
В конце разговора Фёдора Павловича с Иваном и Алёшей, по мнению Джексона, особенно ярко проявляется «основной характер зла» Ивана: бездействие и нежелание быть посредником в конфликте Фёдора Павловича и Дмитрия. Иван изначально молчаливо наблюдал шутовство Фёдора Павловича, не вмешивался в зарождавшийся конфликт. Для Достоевского подобное молчание означает атрофию духа. Джексон отмечает, что Фёдор Павлович погибает, в частности, потому что «по представлению Ивана, воплощает в себе отрицание всего того, что Иван считает священным». Основной же причиной послужило нарушение «священных, человеческих, нравственных и духовных норм».

## Прототип

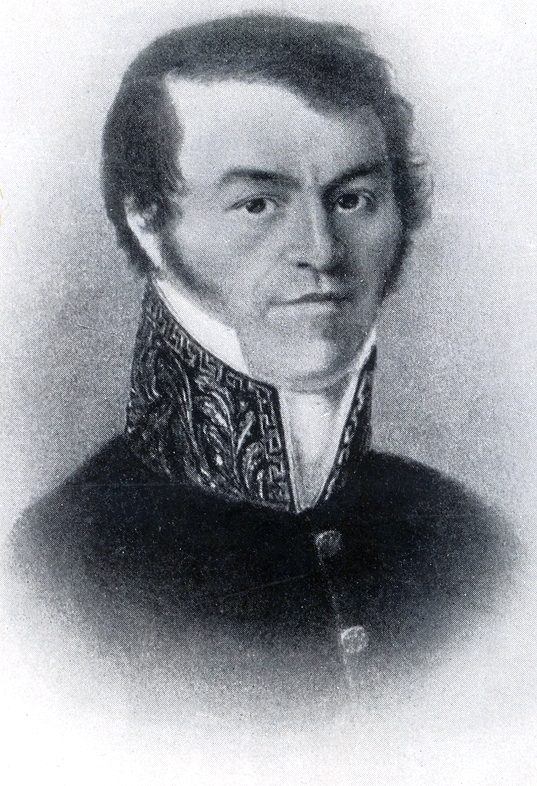
Отец Достоевского — Михаил Андреевич

В отличие от прочих персонажей романа, сведений о прототипе Фёдора Карамазова достаточно мало. По мнению литературоведа и критика Аркадия Долинина, судя по отдельным чертам, его прототипом мог быть сотрудник журналов «Время» и «Эпоха» Пётр Горский. По мнению Любови Достоевской, дочери писателя, некоторые общие черты совпадают с отцом самого Достоевского, в размышлениях о котором и создавался тип Фёдора Карамазова.
По мнению филолога Моисея Альтмана, можно определить полный прототип Фёдора Карамазова, которым является Дмитрий Николаевич Философов, свёкор общественного деятеля и одной из лидеров женского движения в России в 1860—80-х годах Анны Философовой. Анна Павловна активно участвовала в его жизни и в то же время дружила с Достоевским, откуда последний был полностью осведомлён в характерных деталях и подробностях о Дмитрии Философове. Для обоих, персонажа и его прототипа, характерно вольнодумство и сладострастие. Философов также был дважды женат, и обе жены умерли раньше него. Как и у Карамазова, первая была красавицей, а вторая робким существом, которое «всё стерпит и смолчит». У Философова было три сына, младший из которых по характеру и взаимоотношениям с отцом напоминает Алексея Карамазова. Старшего Николая Философов лишает наследства под предлогом, что уже выдал ему достаточно денег, что схоже с историей Дмитрия Карамазова. Отношения между ними также были обострены, вплоть до угроз убийства друг друга, аналогичных угрозам Дмитрия и Фёдора Павловича Карамазовых.
Исследователь Кэнноскэ Накамура, проводя параллели с более ранними произведениями писателя, отметил сходство Фёдора Карамазова с Осипом Ползунковым, главным героем рассказа «Ползунков», и чиновником Лебедевым из романа «Идиот». Все перечисленные персонажи обладают достаточно острым умом и в «глубине души смеются над людьми», в то же время внешне представляют собой глуповатых, заискивающих людей. Накамура подчеркнул, что среди перечисленных персонажей Карамазов лидирует по «хитрости, расчетливости, подозрительности, отвратительности и омерзительности». Исследователь также проводит аналогию с Валковским, персонажем более раннего романа Достоевского «Униженные и оскорбленные», который озвучивает близкую Карамазову позицию: «Всё для меня, и весь мир для меня создан. Послушайте, мой друг, я ещё верую в то, что на свете можно хорошо пожить. А это самая лучшая вера…».